# Црква Светог Георгија у Ваљеву
Црква Светог Георгија у Ваљеву, подигнута је 2000. године и припада Епархији ваљевској Српске православне цркве. Храм су подигли браћа Видоје и Владисав Вујић.
Црква посвећена Светом великомученику Георгију, подигнута је у Новом насељу у Ваљеву, непосредно уз нови епархијски дом Епархије ваљевске. Дом и црква уоквирују омањи трг на којем је споменик епископу Николају Велимировићу, који носи његово име.